# Prózafordulat
A prózafordulat a magyar irodalomban az 1970-es évek második felében végbement posztmodernista stílusváltás volt, mely az addigi hagyományos narrációt (lineáris történetvezetés, egységes szerkezet) változtatta meg. A prózafordulat szerzőit a Péterek nemzedékének is szokás nevezni.

## Előzmények
A prózafordulat szerzőire nagy hatást gyakorolt Ottlik Géza: Iskola a határon című regénye, mely kultikus státuszát éppen ezen korszakban nyerte el és vált kanonikus jelentőségűvé. Ottlik regénye előkészítette a 70-es évek mozgalmát non-lineáris narrációjával, a tér és idő összekeverésével, a nézőpontok folyamatos váltakozásaival.
Elismerése és tisztelete jeléül Esterházy Péter 1982-ben Ottlik 70. születésnapjára lemásolta a regény teljes szövegét egyetlenegy papírlapra.
Ottlikon kívül nagy hatással volt Örkény István, Mándy Iván és Mészöly Miklós prózája is.
A filozófusok közül Ludwig Wittgenstein, Jacques Derrida és Julia Kristeva hatottak a prózafordulat szerzőire.

## Jellemzők
A prózafordulat műveinek jellegzetességei:
- Non-lineáris történetvezetés
- Töredezett szerkezet
- Intertextualitás
- A mű nyelviségének önreflexiója
- Hagyományos műfajok, stílusok újrakonstruálása
- Vendégszövegek alkalmazása

## Alkotók, alkotások
A prózafordulat írói és jellegzetes alkotásai a teljesség igénye nélkül:
- Lengyel Péter: Cseréptörés (regény, 1978), Macskakő (regény, 1988)
- Nádas Péter: Egy családregény vége (regény, 1974), Leírás (novellák, 1979), Emlékiratok könyve (regény, 1986)
- Hajnóczy Péter: A fűtő (novellák, 1975), A halál kilovagolt Perzsiából (regény, 1979)
- Esterházy Péter: Fancsikó és Pinta (novellák, 1976), Termelési regény (kissregény, 1979), Bevezetés a szépirodalomba (1986)
- Krasznahorkai László: Sátántangó (regény, 1985), Az ellenállás melankóliája (regény, 1989)